# Circo Raluy
El Circo Raluy es una compañía de circo española, fundada en Cataluña en 1960, por Marina Tomás Jorba y Luis Raluy Iglesias. Se caracterizó por recrear el ambiente histórico del circo y por su composición exclusivamente familiar.  En 1996 recibió el Premio Nacional de Circo del Ministerio de Cultura de España, y en 2006 la Creu de Sant Jordi.
Desapareció en mayo de 2016, para dar origen a otros proyectos artísticos familiares, el Circo Raluy Legacy, bajo la dirección del payaso Luis Raluy y sus hijas las también artistas de circo, Louisa y Kerry Raluy; y el Circo Histórico Raluy, dirigido por Carlos Raluy y su hija, la acróbata y funámbula, Rosa Raluy. En 2020, Francis Raluy fundó también el Circo Raluy Clàssic.
En 2023, el Circo Raluy Legacy recibió el Big Top Label, uno de los máximos galardones en el mundo del circo que, hasta ese año, solo habían recibido 13 circos en el mundo, convirtiéndose así, en el primer circo de España en obtenerlo.

## Trayectoria
El acróbata catalán miembro de la troupe Los Keystone, Luis Raluy Iglesias (1911-1984) y su esposa Marina Tomás Jorba (1921-2013), comenzaron en 1960 la dinastía del circo Raluy, con sus números más reconocidos, el del Hombre bala y el triple salto mortal en automóvil, con los que actuaron juntos y que les llevó a la fama en las pistas europeas y a trabajar con el Circo do Brasil, con el que recorrieron países de África y Asia. En 1972, la pareja compró el Circo París de Portugal, que luego se llamó Circo Alabama y posteriormente se convirtió en el Circo Moscovo. La familia Raluy regresó a España en 1975, donde su compañía cambió nuevamente de nombre a Circo de Moscú, para finalmente ser conocida como Circo Ringland.

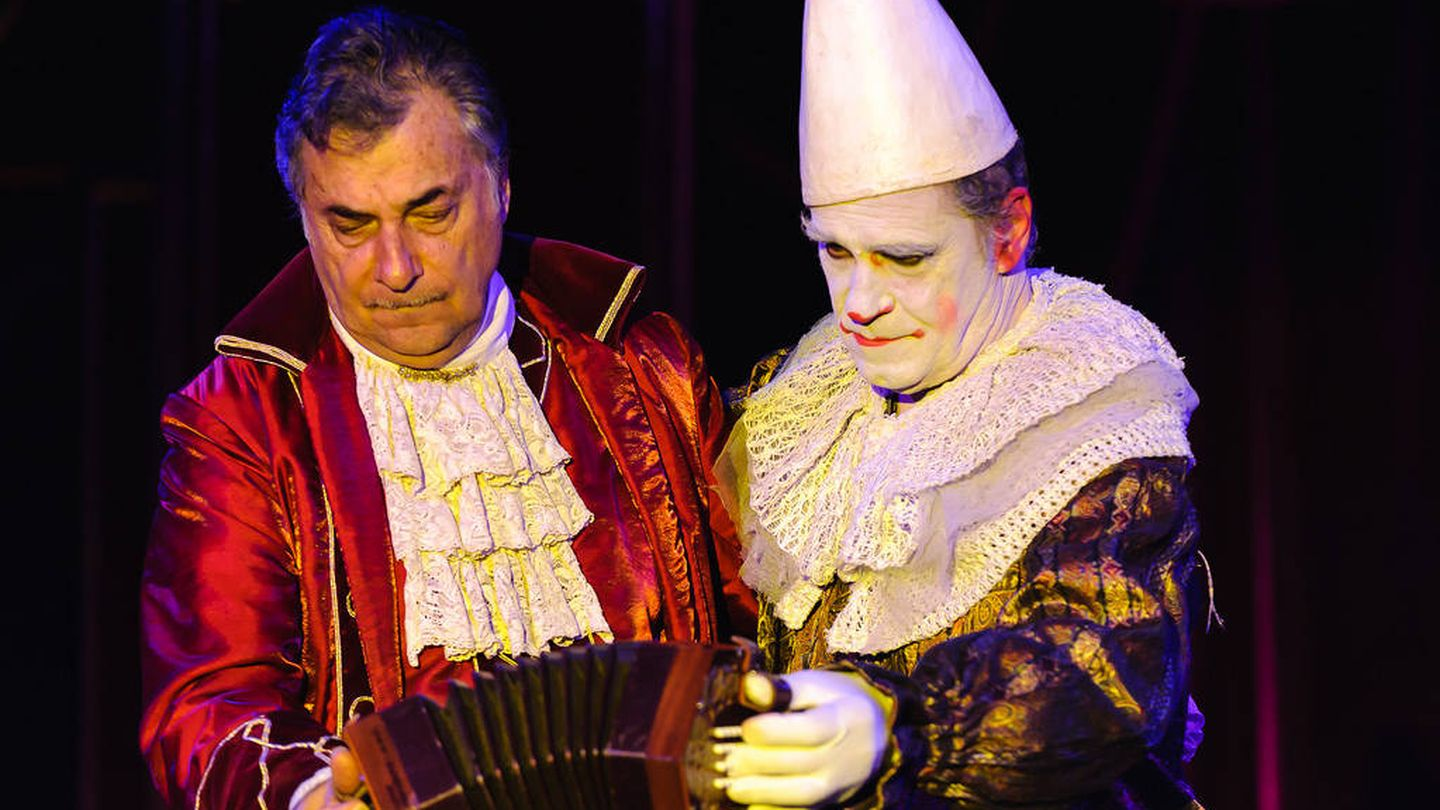
Carlos y Luis Raluy

Tuvieron cuatro hijos: Luis (1942-2021), Carlos (1944-2019), Eduardo (1958) y Francis (1954), la segunda generación familiar de empresarios y artistas de circo que luego del fallecimiento de Raluy Iglesias en 1984, se dividieron para dirigir los diferentes negocios. Así, Eduardo y Francis Raluy, fundaron el Circo Williams. Por su parte, Luis y Carlos Raluy se encargaron del ya establecido por su padre, Circo Ringland, e inauguraron el Circo Raluy, que también se denominó como Circo Museo Raluy debido a la colección de carruajes, caravanas y vehículos antiguos de circo que datan de inicios de 1900.
El Circo Raluy desapareció en mayo de 2016, para dar origen a dos nuevos proyectos artísticos familiares: el Circo Raluy Legacy, bajo la dirección de Louisa y Kerry Raluy, las hijas de Carlos Raluy, quienes se convirtieron en las dos primeras mujeres directoras de un circo en Europa; y, el Circo Histórico Raluy, dirigido por Carlos Raluy y su hija Rosa Raluy.
Tanto el Raluy Legacy como el Histórico, heredaron la colección de más de 40 caravanas y camiones de circo de principios del siglo XX, que se exponen al público durante sus actuaciones, por lo que también son considerados como uno de los museos ambulantes de circo más importantes de Europa.
Más tarde, Carlos Raluy, heredó en 2017 el London Bar ubicado desde 1910 en el barrio El Raval de Barcelona, lugar de encuentro para los artistas de circo del siglo XX y en el que su padre, conoció a Los Keystone. Este local es patrimonio histórico protegido por el Ayuntamiento de Barcelona cuyo proyecto de restauración lo convirtió en un espacio dedicado a la historia familiar y a la representación de espectáculos en vivo.
En 2019, Rosa Raluy creó su propia compañía circense itinerante Circo Teatro Rosa Raluy. El 24 de noviembre de ese mismo año, murió Carlos Raluy, y su hermano Francis Raluy asumió temporalmente la dirección del Circo Histórico Raluy. Un año más tarde, en 2020, Francis Raluy dejó la dirección del Circo Histórico Raluy, para formar junto a su sobrino Sandro Raluy y el payaso Sandro Roque, su propio circo, el Circo Raluy Clàssic. Rosa Raluy, heredó el Circo Histórico Raluy y lo dirige desde entonces.
El 29 de diciembre de 2021 falleció Luis Raluy. La cuarta generación de la familia también trabaja y actúa en el circo, Kimberley y Jillian Giribaldi Raluy en el Circo Histórico Raluy; y, Emily y Niedziela, hijas de Louisa y Benicio y Charmelle, hijos de Kerry, en el Circo Raluy Legacy.
Los circos de la familia Raluy con sus producciones itinerantes han visitado cuatro continentes y en sus pistas han actuado artistas de todas las especialidades de circo y nacionalidades, tales como: el acróbata bielorruso especializado en barras fijas, Pasha Voladas, el payaso ruso Bobylev, el malabarista de cajas, William Giribaldi, la última actuación como amazona de Paulina Andreu en 1988 a sus 77 años, entre otros.  
También ofrece a sus espectadores la experiencia de dormir en sus instalaciones mientras se presentan en alguna ciudad, con sus hoteles itinerantes sobre ruedas dentro de sus caravanas antiguas, en sus versiones: Hotel del Circo Raluy Legacy y Hotel del Circo Histórico Raluy.
Pasados 30 años de no haber actuado en Madrid, en 2025 el Circo Raluy Legacy actuó durante un mes en el Teatro Circo Price.

## Filosofía
El planteamiento de la familia Raluy ha sido desde los inicios aprovechar su pasión por la colección y restauración de carruajes antiguos para recuperar la esencia tradicional del espectáculo circense basada en la vida nómada, el trabajo en familia y la proximidad con el público.

## Premios y reconocimientos
En 1996, los hermanos Luis y Carlos Raluy recibieron el Premio Nacional de Circo que les otorgó el Ministerio de Cultura de España, por «sus méritos artísticos y su labor de difusión internacional del circo español», con el que también se reconoció el trabajo del circo-museo itinerante, conformado por más de 50 carromatos y camiones antiguos pertenecientes al ejército alemán que fueron reformados y decorados con motivos circenses, y que desde 1983 llevan el espectáculo del Raluy por el mundo. En ellos se exhiben una serie de piezas antiguas del mundo de circo. Este mismo año ganaron el Premio Ágora de la crítica del Festival de Teatro Clásico de Almagro.
En 1999 se le otorgó el Premio Max en la categoría de Premio Especial de Circo, que entrega anualmente la Sociedad General de Autores y Editores de España (SGAE) en reconocimiento a la labor de los artistas y la calidad de las producciones de las artes escénicas. Además, del Premio Cataluña. Internacionalmente, en el 2000 recibió los premios argentinos, Estrella de Mar en la categoría de Mejor Circo y Faro de Oro.
El Circo Raluy recibió en 2006 la Creu de Sant Jordi, por mantener la tradición circense como arte escénica durante cuatro décadas en el ámbito nacional e internacional, y que se entrega todos los años a aquellas «personas y entidades sociales que por sus méritos, hayan prestado servicios destacados a Cataluña en la defensa de su identidad especialmente en el plano cívico y cultural».
En la categoría de Mejor Espectáculo de Circo de Carpa por Generacions y de Mejor Artista Novel, en 2011 fueron reconocidos con el Premio Zirkòlika de Circo de Cataluña, galardón que busca apoyar a la creación y el trabajo de los artistas y las compañías de circo catalanas. Por el centenario del nacimiento del fundador, Luis Raluy Iglesias, se publicó100 anys de circ, un libro dedicado a su vida y trayectoria profesional. También, el Ayuntamiento de Igualada les entregó por esta razón una placa de reconocimiento a la trayectoria y la labor del Circo Raluy.
En 2014, ganaron el Premio Ciudad de Barcelona en la modalidad de circo, por su espectáculo Big top en el que combinaron de manera eficaz números propios y atracciones internacionales, este galardón lo entrega el Ayuntamiento de Barcelona a creadores o colectivos por la creación, la investigación y la producción de calidad realizada en la ciudad.
El primer espectáculo del Circo Teatro Rosa Raluy, Vekante, obtuvo en 2019 el premio Zirkolika al mejor espectáculo de carpa.
En 2023, el Circo Raluy Legacy recibió el Big Top Label, que otorga el Parlamento Europeo y uno de los máximos galardones en el mundo del circo, un sello de garantía y calidad que hasta ese año solo habían recibido 13 circos en el mundo, convirtiéndose así, en el primer circo de España en obtenerlo.
Este mismo año, Kimberley Giribaldi Raluy, del Circo Histórico Raluy, fue la autora del manifiesto del Día Mundial del Circo 2023 de la APCC (Asociación de Profesionales del Circo de Cataluña) en el que reivindicó el arte del circo, el esfuerzo de sus profesionales e hizo un llamamiento a la unión del sector a la hora de reivindicarse y ser reconocido por público, administraciones y demás sectores culturales.
En el barrio de San Adrián de Besós de la provincia de Barcelona, se encuentra la Plaça de Circ Raluy, en honor a la familia.

## Galería

### Circo Raluy

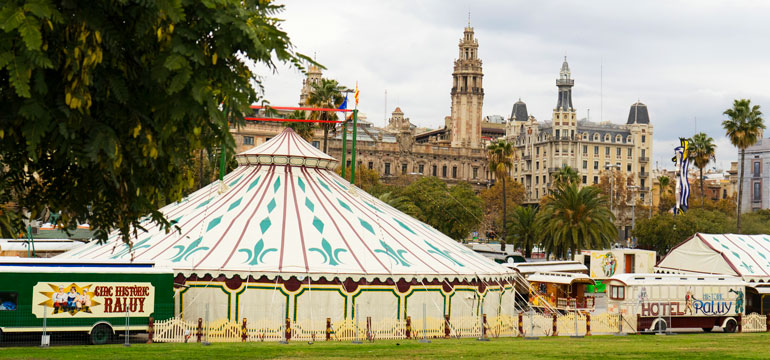
Circo Raluy en Barcelona
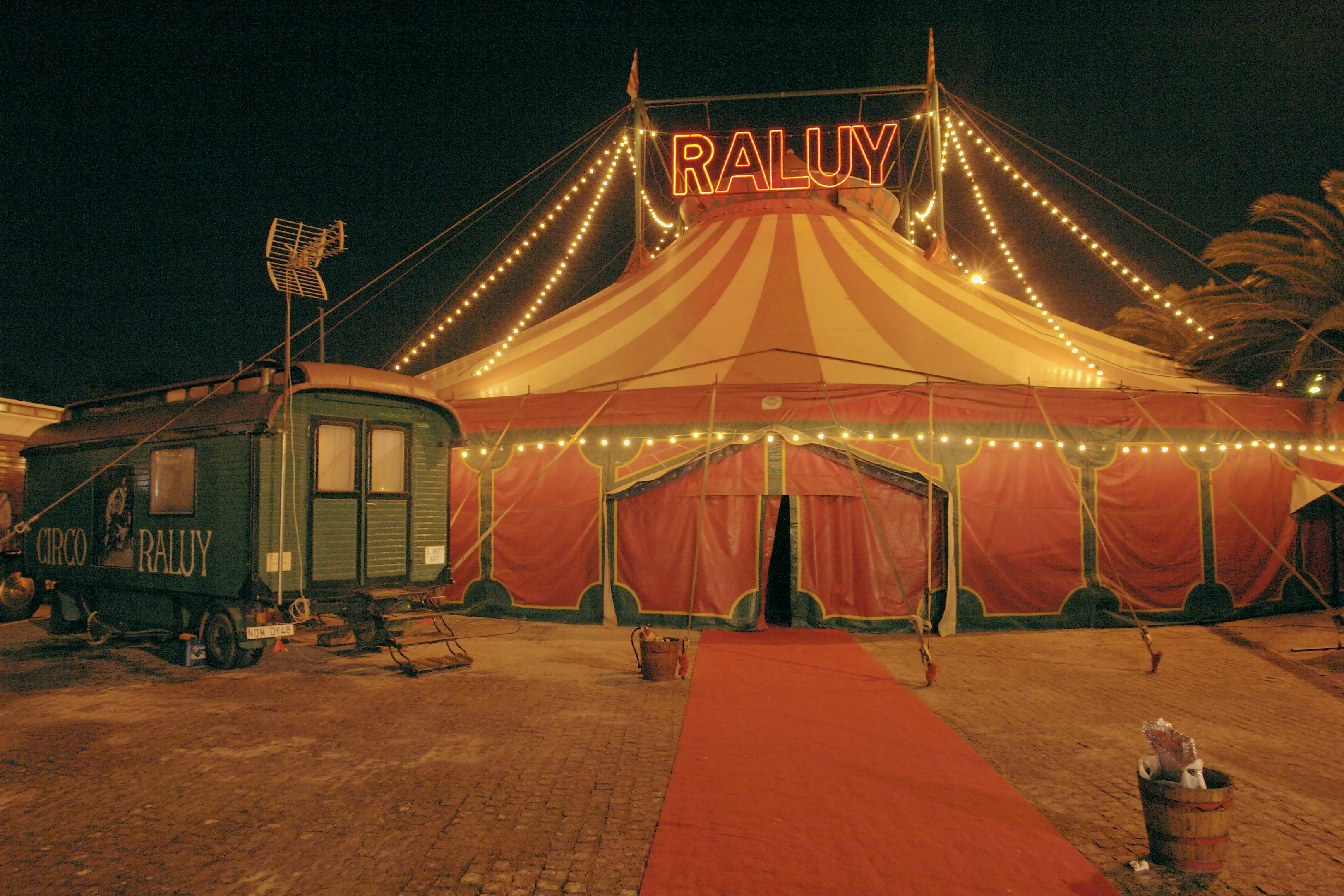
Circo Raluy (2008)
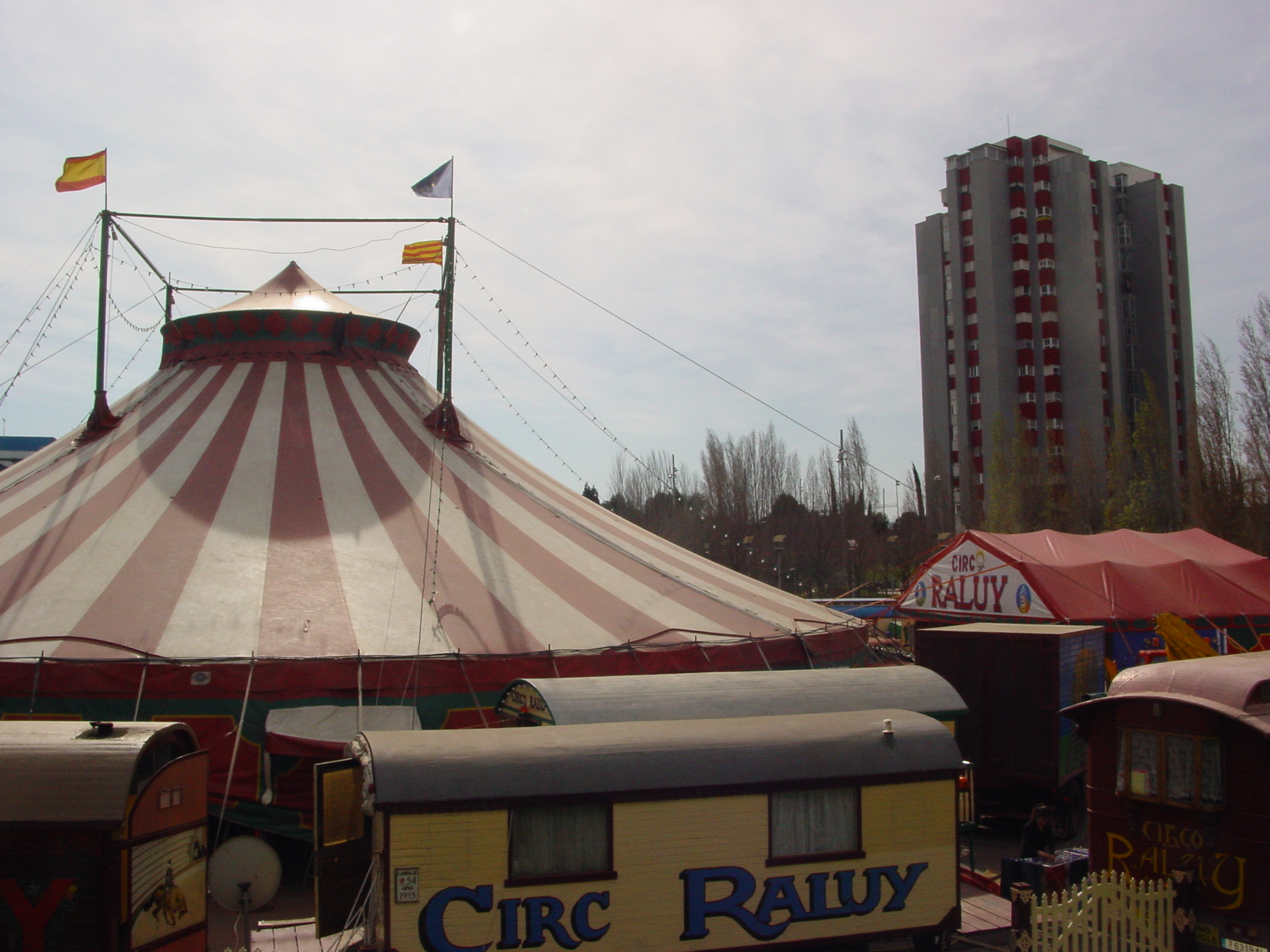
Carpa del Circo Raluy
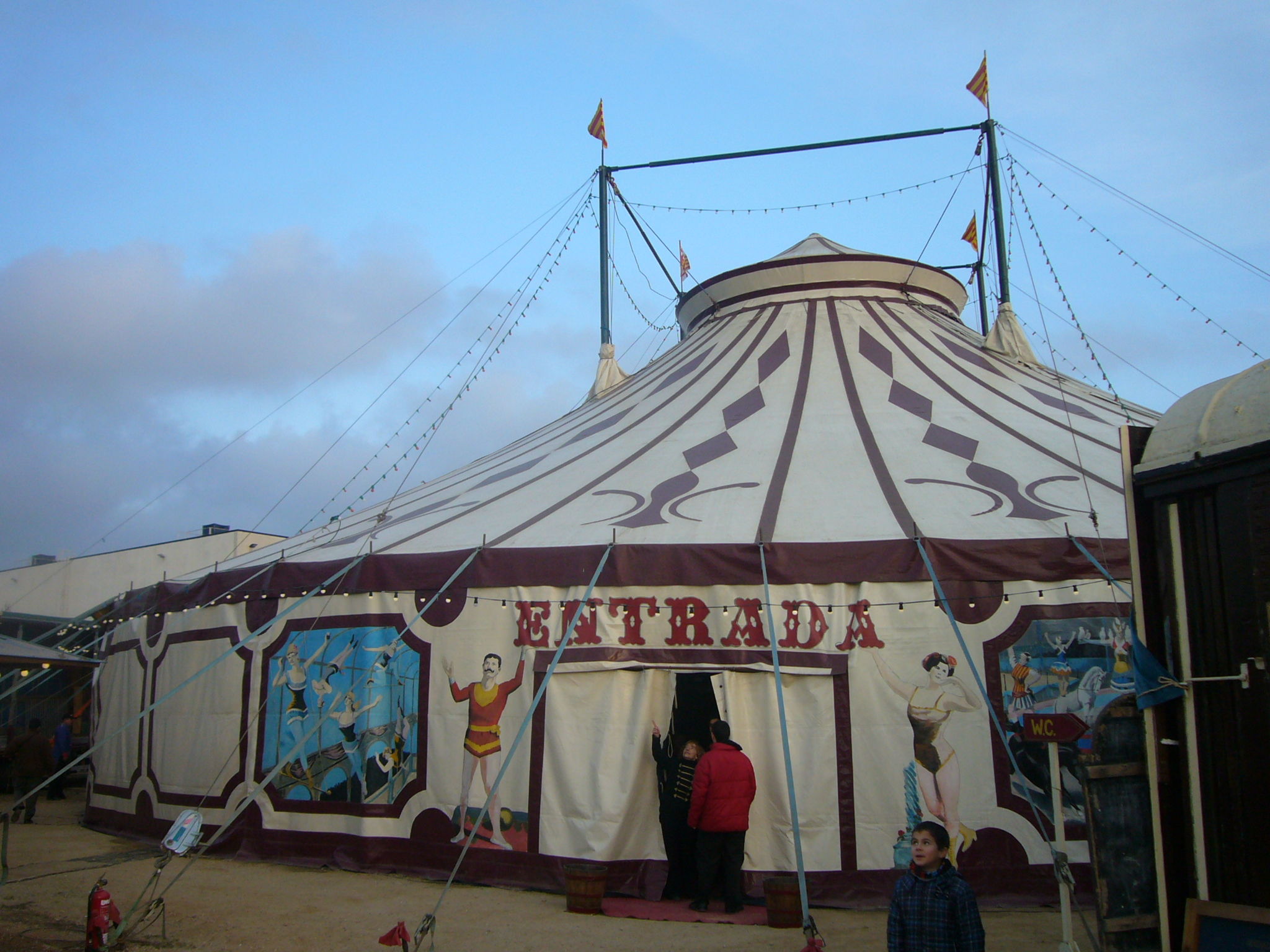
Carpa del Circo Raluy
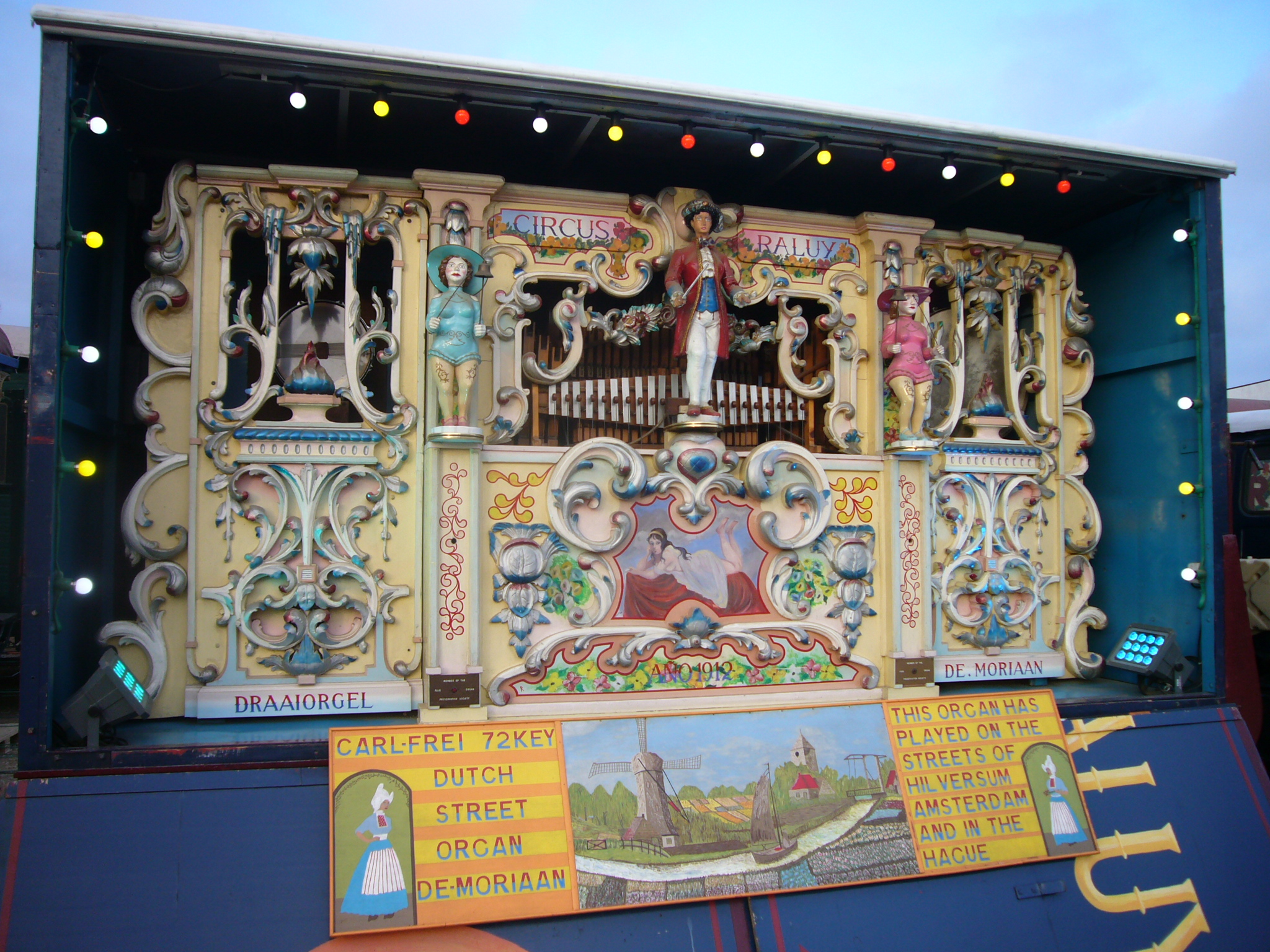
Órgano del Circo Raluy
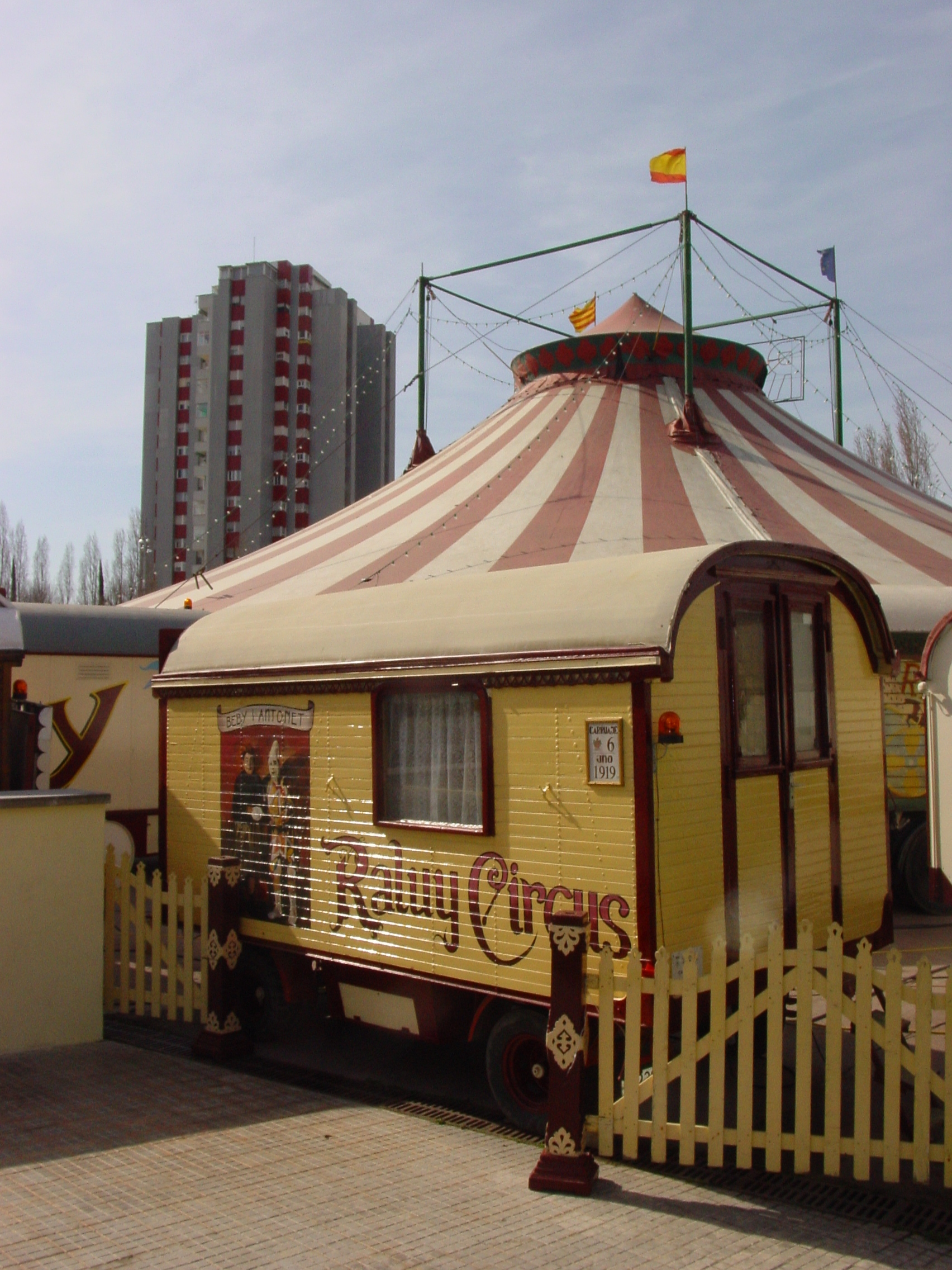
Carpa del Circo Raluy

### Circo Raluy Legacy

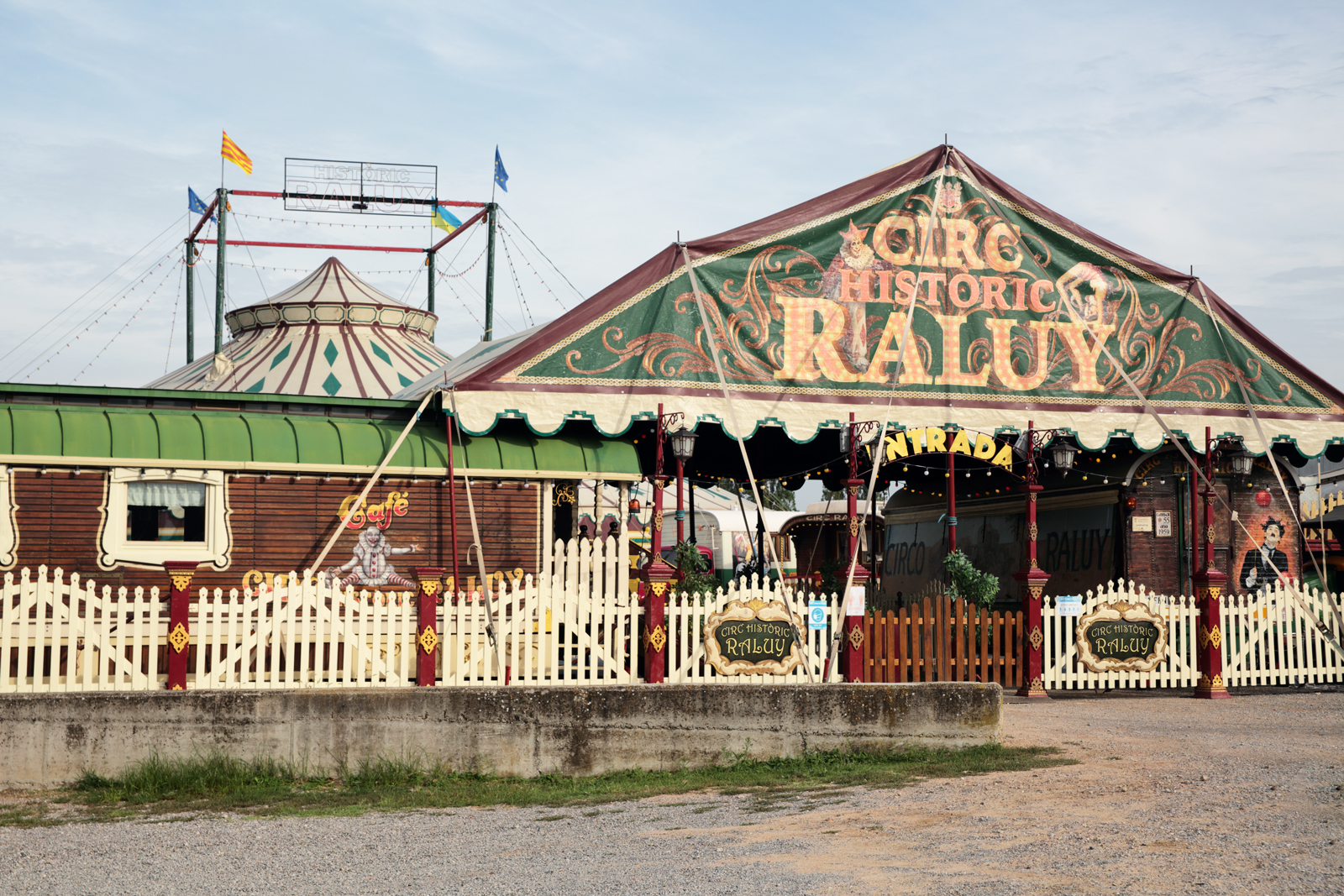
Circo Raluy Legacy
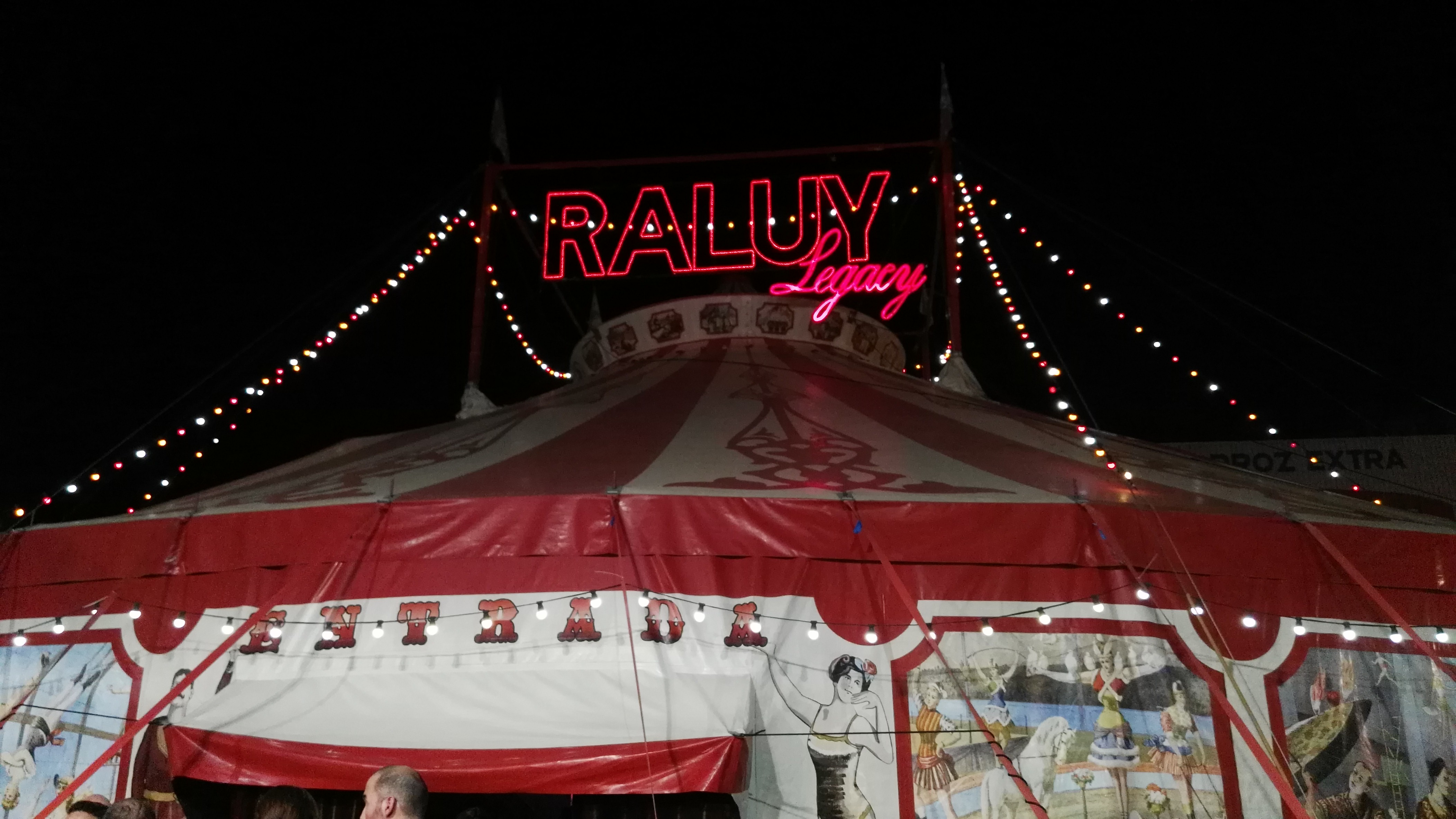
Carpa del Circo Raluy Legacy
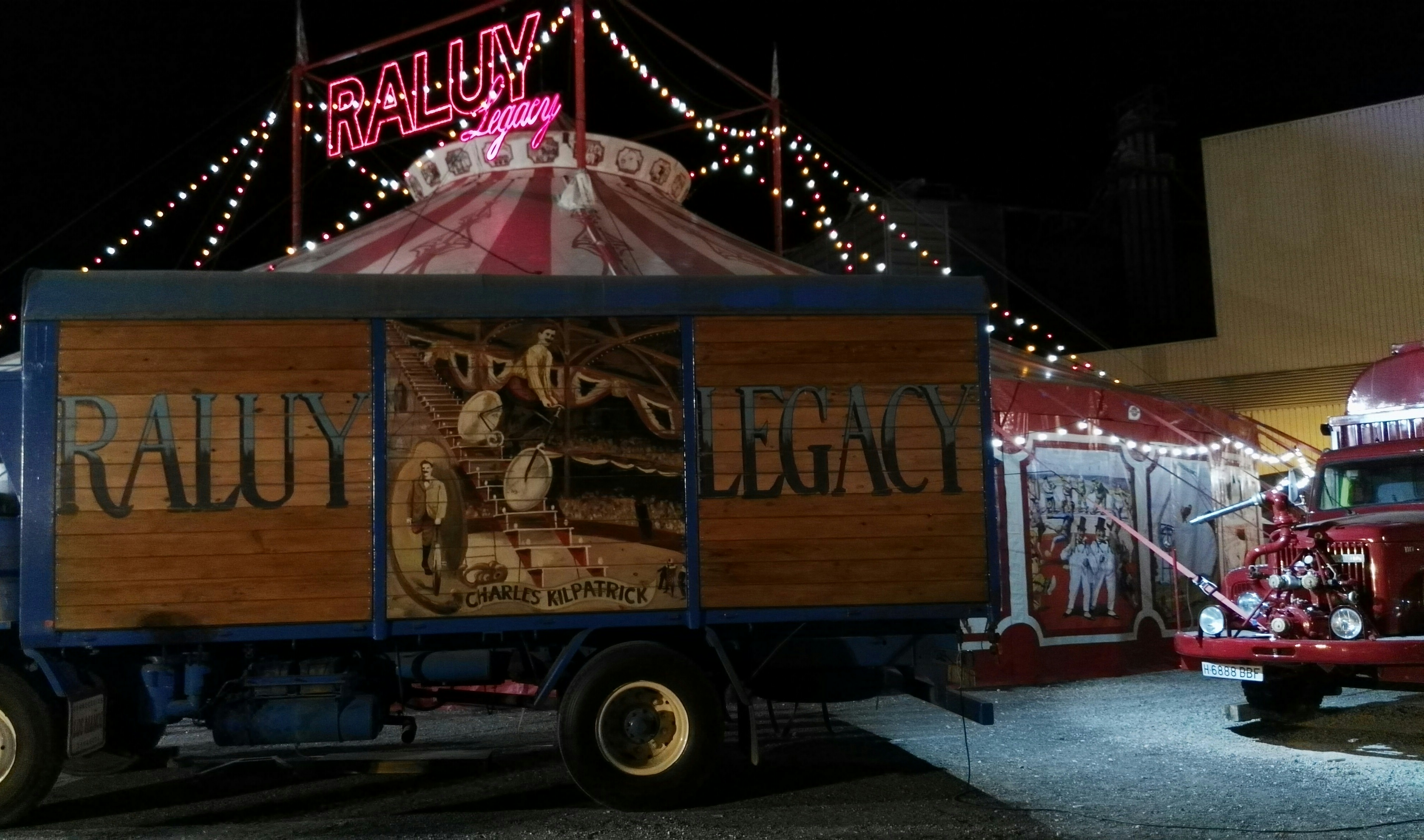
Carpa del Circo Raluy Legacy
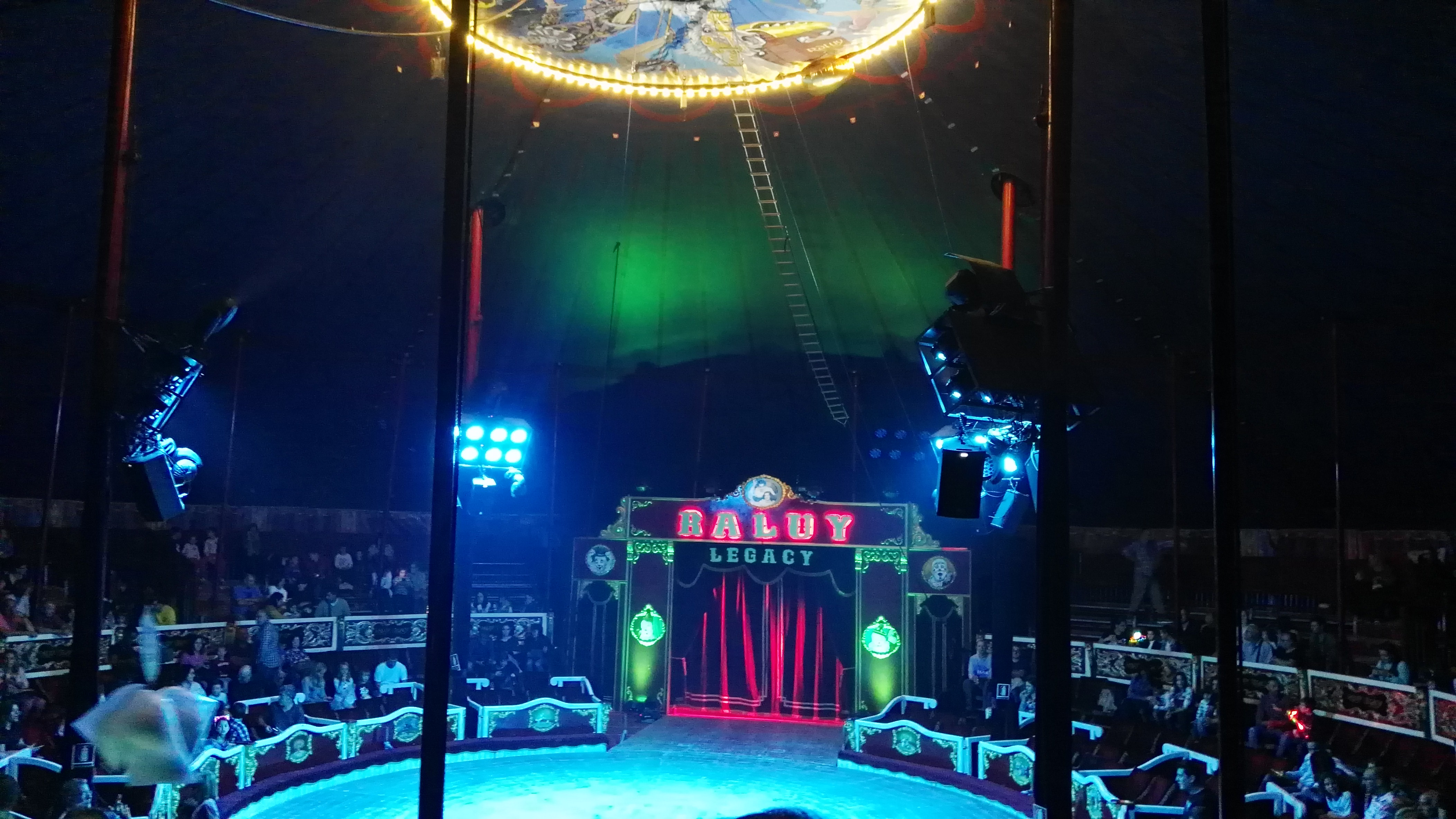
Pista del Circo Raluy Legacy
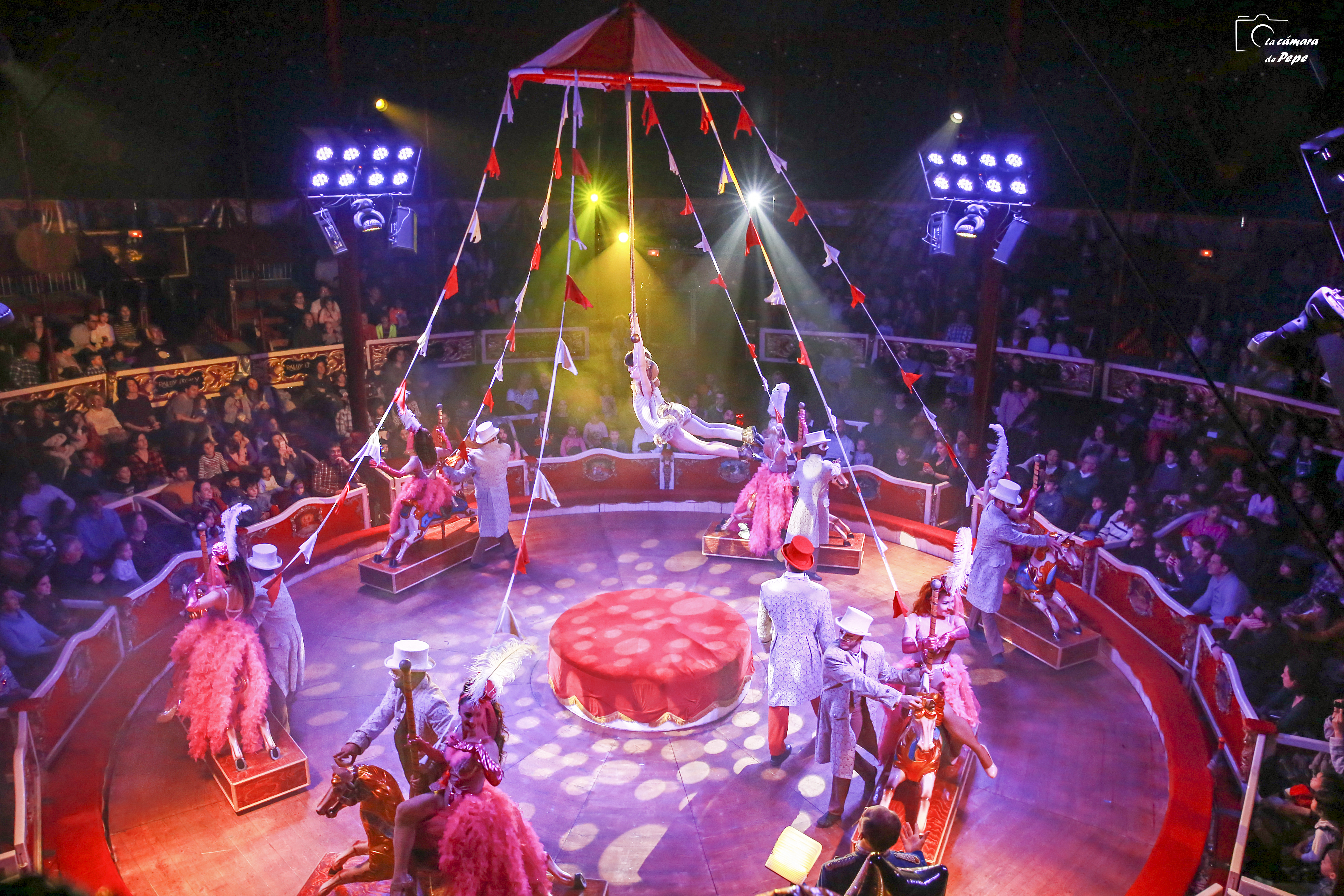
Circo Raluy Legacy 2025
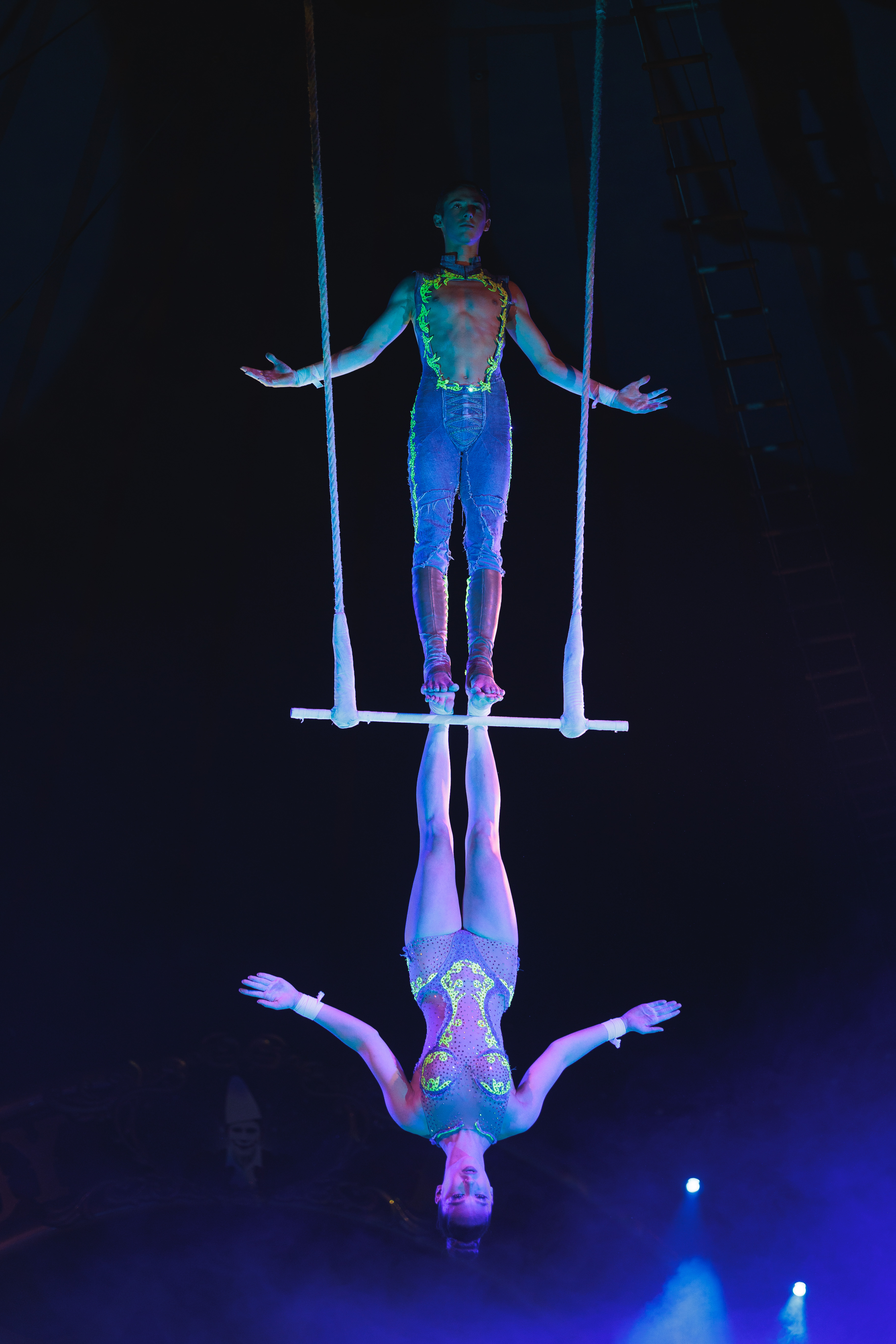
Cuarta generación de la familia Raluy en el Circo Raluy Legacy
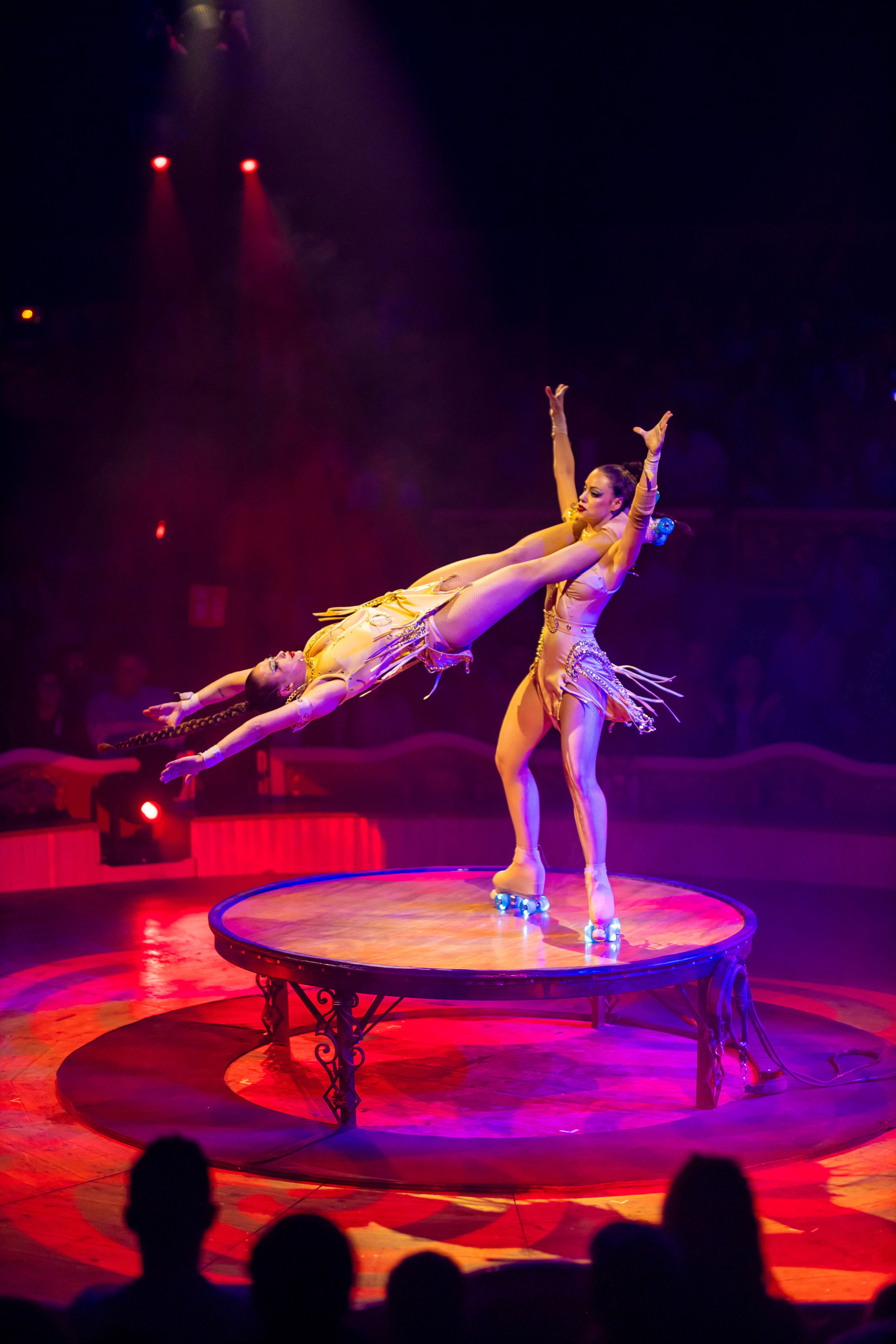
Hermanas Niedziela y Emily Raluy (cuarta generación) en el Circo Raluy Legacy
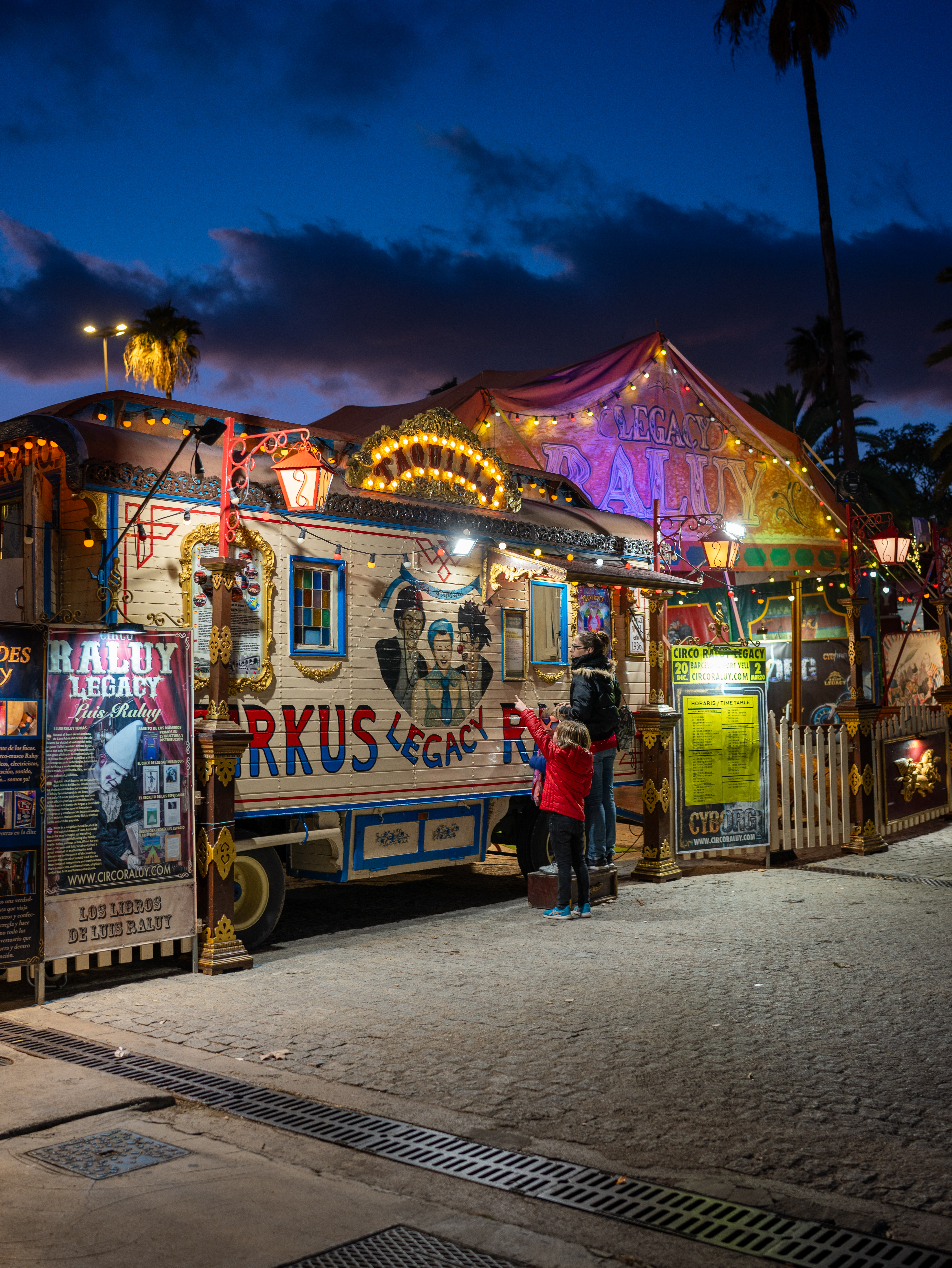
Boletería del Circo Raluy Legacy
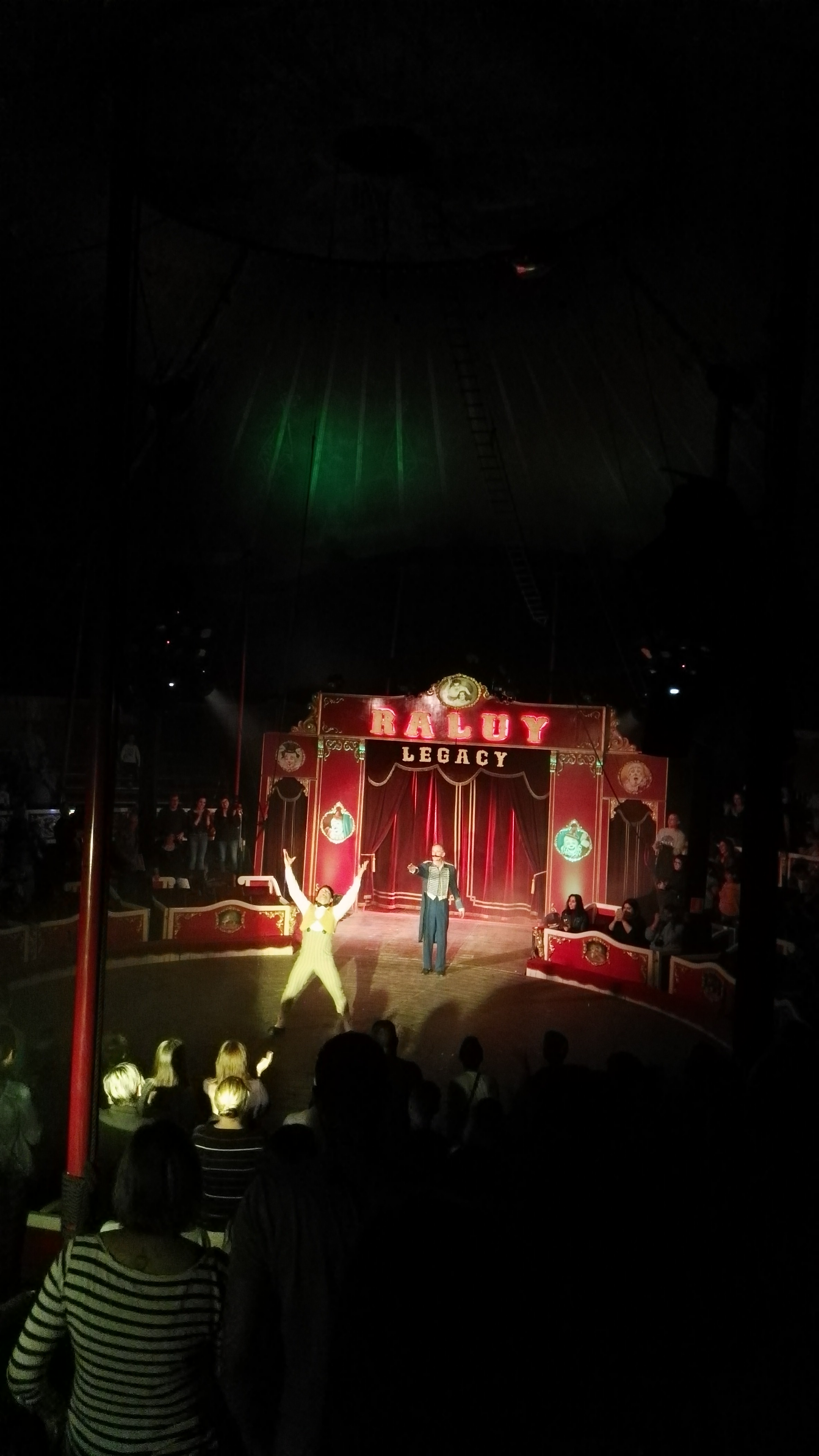
Pista del Circo Raluy Legacy

### Circo Histórico Raluy

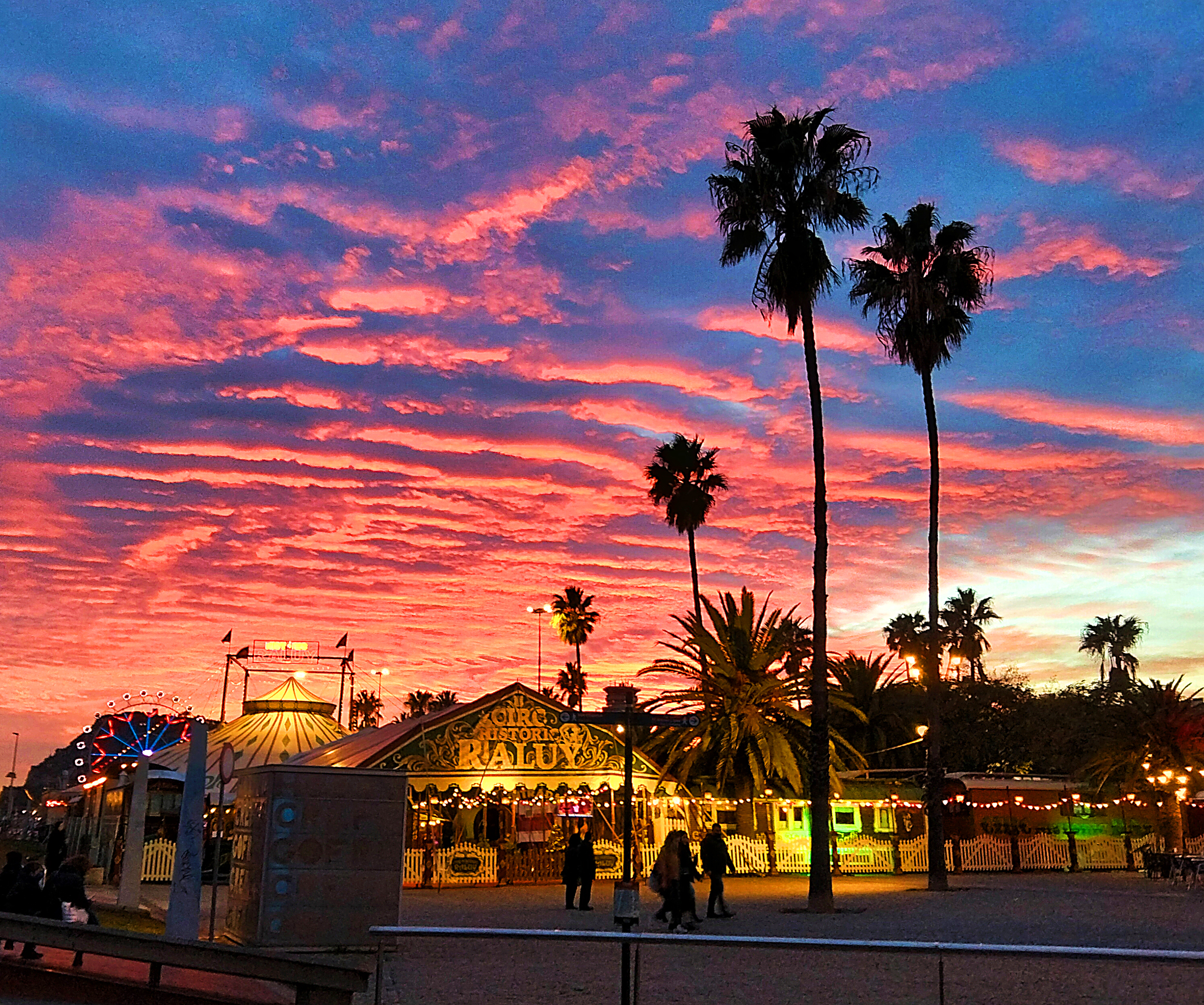
Carpa Circo Raluy Histórico
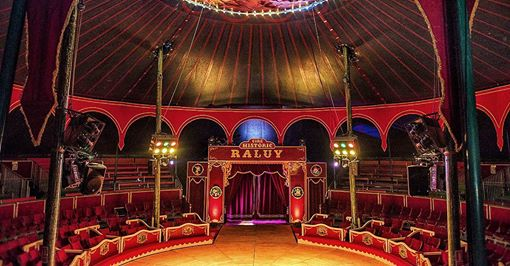
Interior de la carpa del Circo Raluy Histórico